# Classe Courbet
La classe Courbet fu una classe di navi da battaglia della marina militare francese, composta da quattro unità entrate in servizio tra il 1913 e il 1914; fu la prima classe di navi da battaglia tipo "Dreadnought" ad essere prodotta in Francia. Le quattro unità presero parte alla prima guerra mondiale, dove videro poche azioni; una unità andò perduta in incidente nel periodo interbellico, mentre le restanti tre giocarono un ruolo marginale durante la seconda guerra mondiale, al termine della quale furono radiate e demolite.

## Il progetto

### Caratteristiche generali

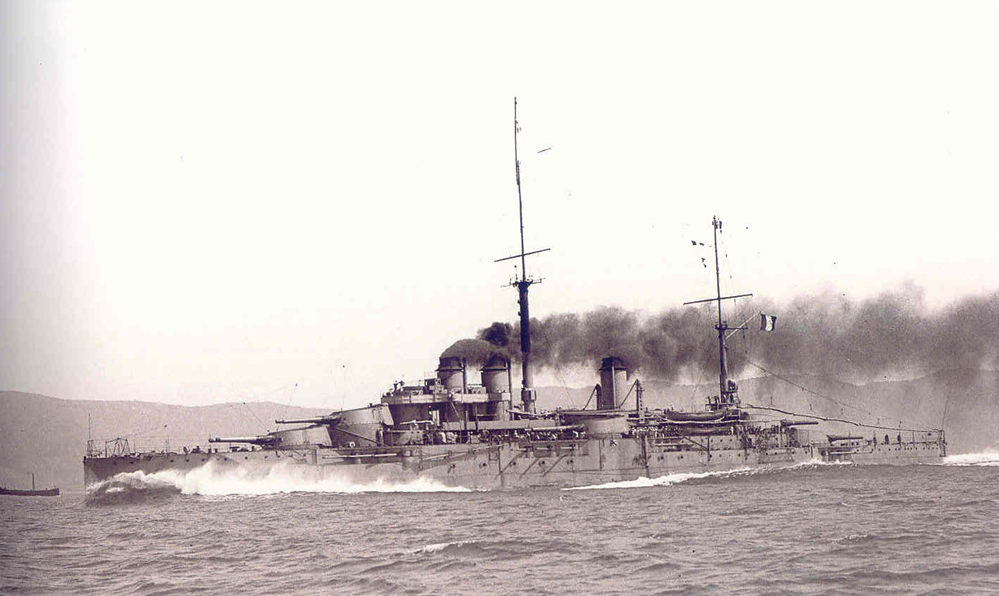
La Paris nel 1914.

Preoccupati per le minacce subacquee, i progettisti francesi decisero di concepire una nave da battaglia con la corazzatura verticale e sotto la linea di galleggiamento più estesa delle unità loro contemporanee; il risultato fu una corazzatura più sottile rispetto alle unità simili di Regno Unito e Impero tedesco, ma capace di coprire una superficie maggiore di scafo. Il loro armamento secondario era di calibro inferiore allo standard delle unità britanniche e tedesche, ma i francesi posero l'accento sulla celerità di tiro al fine di intercettate le unità siluranti prima che potessero lanciare i loro siluri.
Le Courbet risultarono le più grandi navi da battaglia fino ad allora costruite dai cantieri francesi, superando in dimensioni le navi da battaglia pre-dreadnought che le avevano precedute. Le unità erano lunghe 166 metri fuori tutto, larghe 27 m e con un pescaggio a pieno carico di 9,04 m; il dislocamento standard era di 23.475 t, che saliva a 25.579 a pieno carico (5.000 in più rispetto alla classe precedente, la Danton).
In servizio le Courbet si dimostrarono molto umide e soggette a infiltrazioni d'acqua, a causa dello sbilanciamento verso prua dato dalle pesanti torri d'artiglieria ivi installate.

### Propulsione
Le Courbet avevano quattro turbine a vapore tipo "Parsons" capaci di una potenza complessiva di 28.000 shp. Ogni nave era alimentata da 24 caldaie a tubi d'acqua tipo Belleville o Niclausse, suddivise a gruppi di otto nelle tre sale macchina delle unità (le due sale di prua avevano caldaie di maggiori dimensioni rispetto alla terza sala a poppa); le caldaie erano alimentate a carbone con spruzzatori ausiliari di olio. Alle prove in mare la velocità massima fu misurata in 21 nodi (39 km/h), sebbene tutte e quattro le unità avessero sviluppato anche velocità superiori. L'autonomia delle Courbet era di 4.200 miglia nautiche alla velocità di 10 nodi (7.800 chilometri a 19 km/h); il carburante imbarcato era di 2.743 t di carbone e 921 t di olio combustibile.

### Armamento

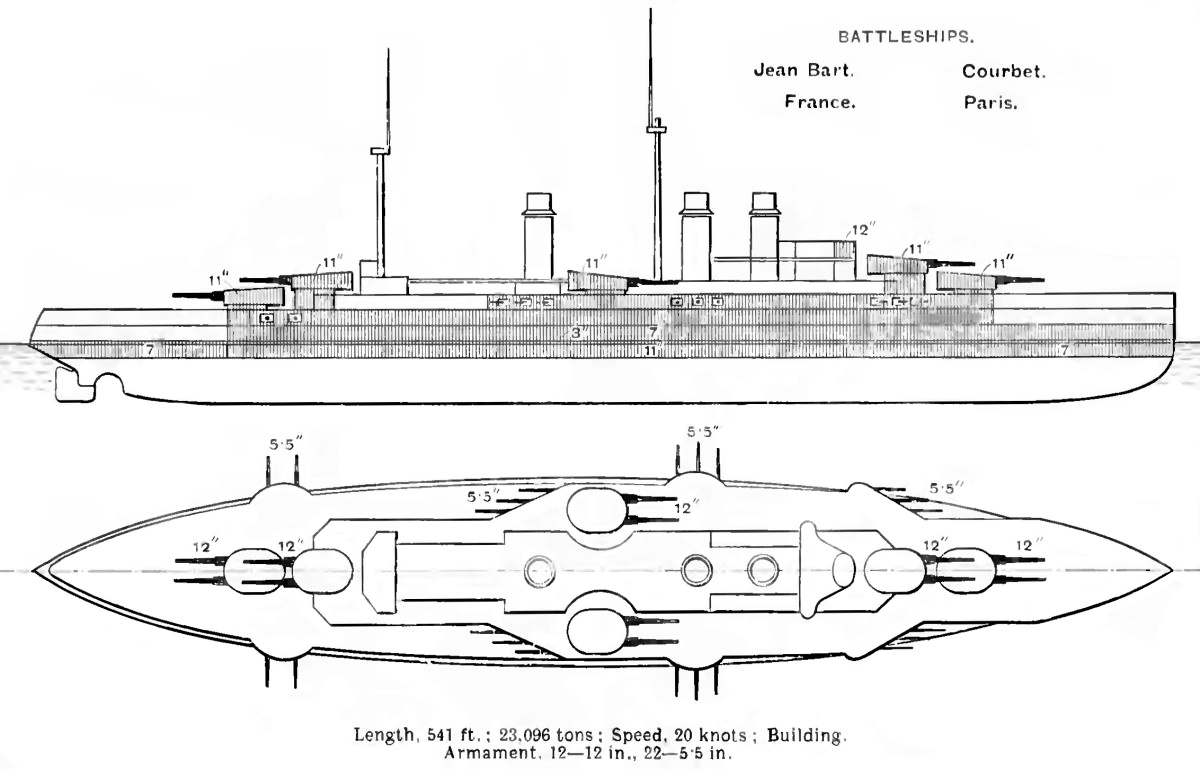
Pianta delle unità della classe.

L'armamento principale delle Courbet verteva su 12 cannoni Modèle 1910 da 305 mm, divisi in sei torri binate con una geometria essenzialmente unica: una coppia sovrapposta a prua, una a poppa e due torri laterali affiancate a centro nave
. I cannoni, dotati di una riserva di 100 colpi ognuno, avevano un'elevazione massima di appena 12°, che garantiva una gittata di 13.500 m; la cadenza di tiro era di un colpo e mezzo/due colpi al minuto.
L'armamento secondario consisteva in 22 cannoni Modèle 1910 da 138 mm installati in casematte lungo la fiancata della nave, con una riserva di 275 colpi ciascuno; la loro elevazione massima era di 15°, che gli consentiva una gittata di 16.000 m, e la cadenza di tiro era di 5-6 colpi al minuto. Cosa frequente per pezzi in questa installazione, i cannoni erano molto vicini al pelo dell'acqua e questo ne comprometteva il funzionamento in caso di mare agitato. Le navi montavano anche quattro cannoni Hotchkiss Modèle 1902 da 47 mm a tiro rapido, due per lato, e quattro tubi lanciasiluri sommersi Modèle 1909 da 450 mm, con una riserva di dodici siluri.
I sistemi di controllo del tiro originari erano ancora piuttosto primitivi, e consistevano in un telemetro da 2,74 m per ogni lato del torrione di comando; ogni torre dell'artiglieria principale disponeva poi di un proprio telemetro da 1,37 m posto sotto una cappa blindata nella parte posteriore della struttura.

### Corazzatura
Le Courbet avevano una cintura corazzata che raggiungeva i 270 mm di spessore nella zona centrale dello scafo per poi rastremarsi a 180 mm nell'estrema prua e nell'estrema poppa, con un'altezza di 4,75 m (estendendosi quindi fino a 2,4 m sotto il normale livello di galleggiamento); sopra la cintura principale vi era un'altra cintura corazzata, spessa 180 mm, che ricopriva i fianchi e l'armamento secondario, fino al ponte di prua, con una profondità di 4,5 m. L'armatura verticale era sostenuta da uno strato di legno spesso 80 mm. Quattro dei ponti della nave erano corazzati, con uno spessore della blindatura compreso tra 30 e 48 mm; i lati della lastra corazzata del ponte curvavano per collegarsi al bordo inferiore della cintura corazzata, aumentando lo spessore a 70 mm. Il torrione di comando aveva una corazzatura spessa 300 mm, mentre quella delle torri dell'artiglieria arrivava a un massimo di 290 mm sulle facciate, 280 mm sui lati e 100 mm sul tetto; la barbetta dei canoni era spessa 280 mm. Non erano presenti paratie anti-siluro anche se vi era una paratia longitudinale presso i locali macchine, utilizzata anche come deposito di carbone o come zavorra.

## Unità
| Nome      | Cantiere                                         | Impostazione      | Varo              | Entrata in servizio | Destino finale |
| --------- | ------------------------------------------------ | ----------------- | ----------------- | ------------------- | --- |
| Courbet   | Arsenale navale di Lorient, Lorient              | 1º settembre 1910 | 23 settembre 1911 | 19 novembre 1913    | disarmata nel marzo del 1941, autoaffondata il 9 giugno 1944 sulle coste della Normandia per fungere da frangiflutto per un Mulberry Harbour               |
| Jean Bart | Arsenale navale di Brest, Brest                  | 15 novembre 1910  | 22 settembre 1911 | 5 giugno 1913       | radiata dal servizio attivo nel 1936 e trasformata in pontone-scuola a Tolone, dove affondò nel 1944; lo scafo fu demolito a partire dal dicembre del 1945 |
| France    | Ateliers et Chantiers de la Loire, Saint-Nazaire | 30 novembre 1911  | 7 novembre 1912   | 15 luglio 1914      | affondata il 26 agosto 1922 nella baia di Quiberon dopo aver urtato uno scoglio                                                                            |
| Paris     | FC de la Mediterranee, La Seyne-sur-Mer          | 10 novembre 1911  | 28 settembre 1912 | 1º agosto 1914      | trasformata in nave-deposito nel luglio del 1940; radiata nel 1945, fu venduta per la demolizione il 21 dicembre 1955                                      |